# 슈젠지역
슈젠지역(일본어: 修善寺駅)은 일본 시즈오카현 이즈시에 있는 이즈하코네 철도 슨즈 선의 역이다. 슨즈 선의 종점으로 여기에서 인접한 시와 마을 버스가 나온다.
2014년에 역사의 재건축과 남북자유통로를 신설하였고, 역사에는 선물 가게나 관광 안내소, 지방 매장 등도 설치되었다.
또한, 북쪽 역사의 공용 개시 후, 버스와 택시의 발착은 남쪽 역사이다.

## 역사
- 1924년 8월 1일: 오히토 ~ 당역 구간 개통으로 영업 개시.
- 1966년 12월 1일: 화물 영업 폐지.
- 1983년 4월 27일: 역사 완공.
- 2000년: 주부 역 백선에 선정됨.
- 2013년 10월 5일: 신역사 일부 공용 개시.
- 2014년 9월 13일: 신역사 준공식.
- 2015년 3월 27일: 철도종합기술연구소가 초전도 전기 기술을 이용한 세계 최초의 열차 주행 시험에 성공. 오히토 역에 초전도 송전 시스템을 설치하고 시험 주행 실시.

## 역 구조
혼합식 승강장 3면 5선의 지상역이다. 유인역에서 자동 매표기와 자동 개찰기 등이 설비되어 있다.
개찰구에서는 JR과 직통되는 승차권과 특급 오도리코호의 특급권과 신칸센 특급권 발권을 하고 있다. POS단말기와 MARS단말기가 설치되었고 그 중에서 승차권은 POS단말로, 특급권은 MARS단말에서 발권된다(단, 오도리코가 슨즈 선 내에서 요금 설정이 없기 때문에 특급권 취급은 신칸센, 재래선 모두 미시마 역 출발만 가능하다).
특급 "오도리코"호는 3,4번 선에서 발차한다. 보통 열차는 2,3번 선의 발착이 기본이지만, 3번 선에 특급 열차가 정차하고 있는 경우에는 5번 선, 새벽 1편성과 회송 열차는 1번 선도 사용한다. 토요일과 야간에 특급 "오도리코"가 다음 일요일의 운용을 위해서 유치된다.
열차 발차 시에는 전자 벨에서 발차 벨이 울리고 이 벨은 플랫폼마다 음정이 다르다.
역사 속에 세븐 일레븐이 병설되었다.

### 승강장
| 1 | ■ 슨즈 선 보통                   | 이즈나가오카・다이바・미시마 방면(새벽 1편성 이외는 회송)           |
| 2 | ■ 슨즈 선 보통                   | 이즈나가오카・다이바・미시마 방면                                   |
| 3 | ■슨즈 선 보통, ■ 특급 "오도리코" | 이즈나가오카・다이바・미시마・아타미・오다와라・요코하마・도쿄 방면 |
| 4 | ■ 특급 "오도리코"                | 이즈나가오카・다이바・미시마・아타미・오다와라・요코하마・도쿄 방면 |
| 5 | ■ 슨즈 선 보통                   | 이즈나가오카・다이바・미시마 방면(일부 열차만)                      |

## 역 주변
- 이즈 시청
- 시즈오카 현립 이즈 종합 고등학교
- 슈젠지 온천
- 슈젠지
- 가노 강
- 슈젠지 롬니 철도
- 일본 사이클 스포츠 센터
- 일본경륜학교
- 국도 제136호선
- 시즈오카 지방 도로 12호 이토슈젠지 선
- 시즈오카 지방 도로 80호 아타미오히토 선
- 신토카이 버스 슈젠지 역전 안내소

## 사진

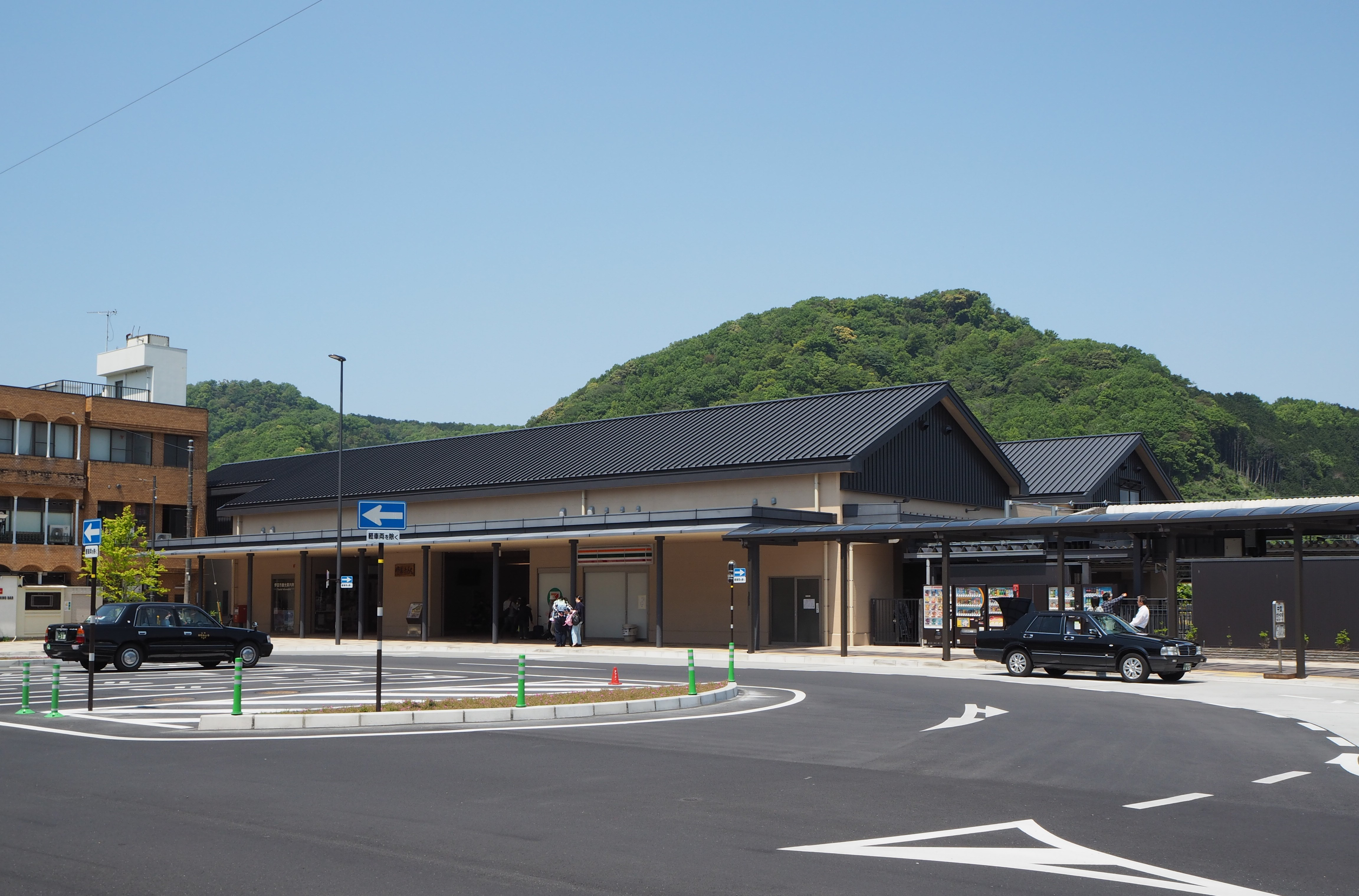
남쪽 출입구
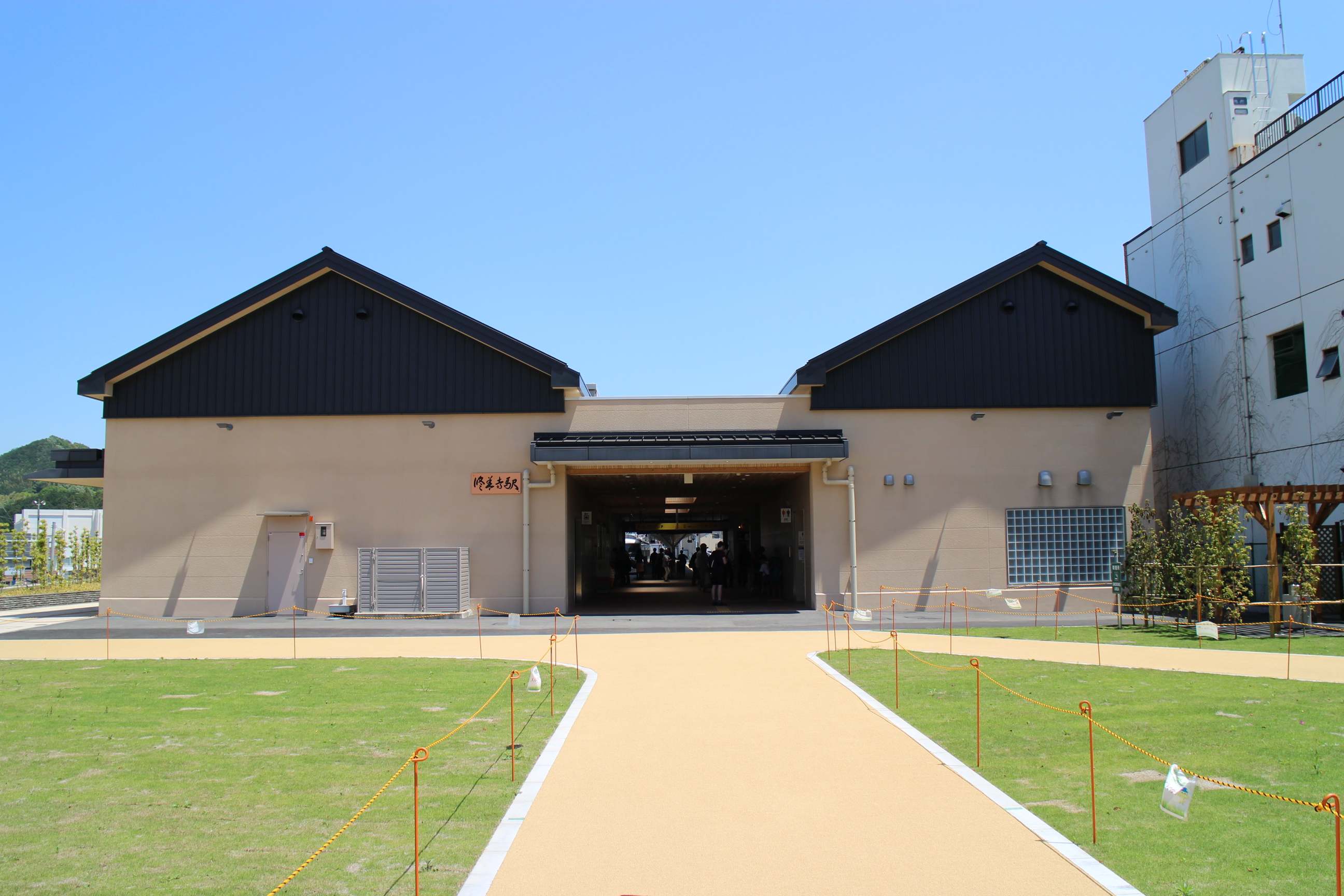
서쪽 출입구
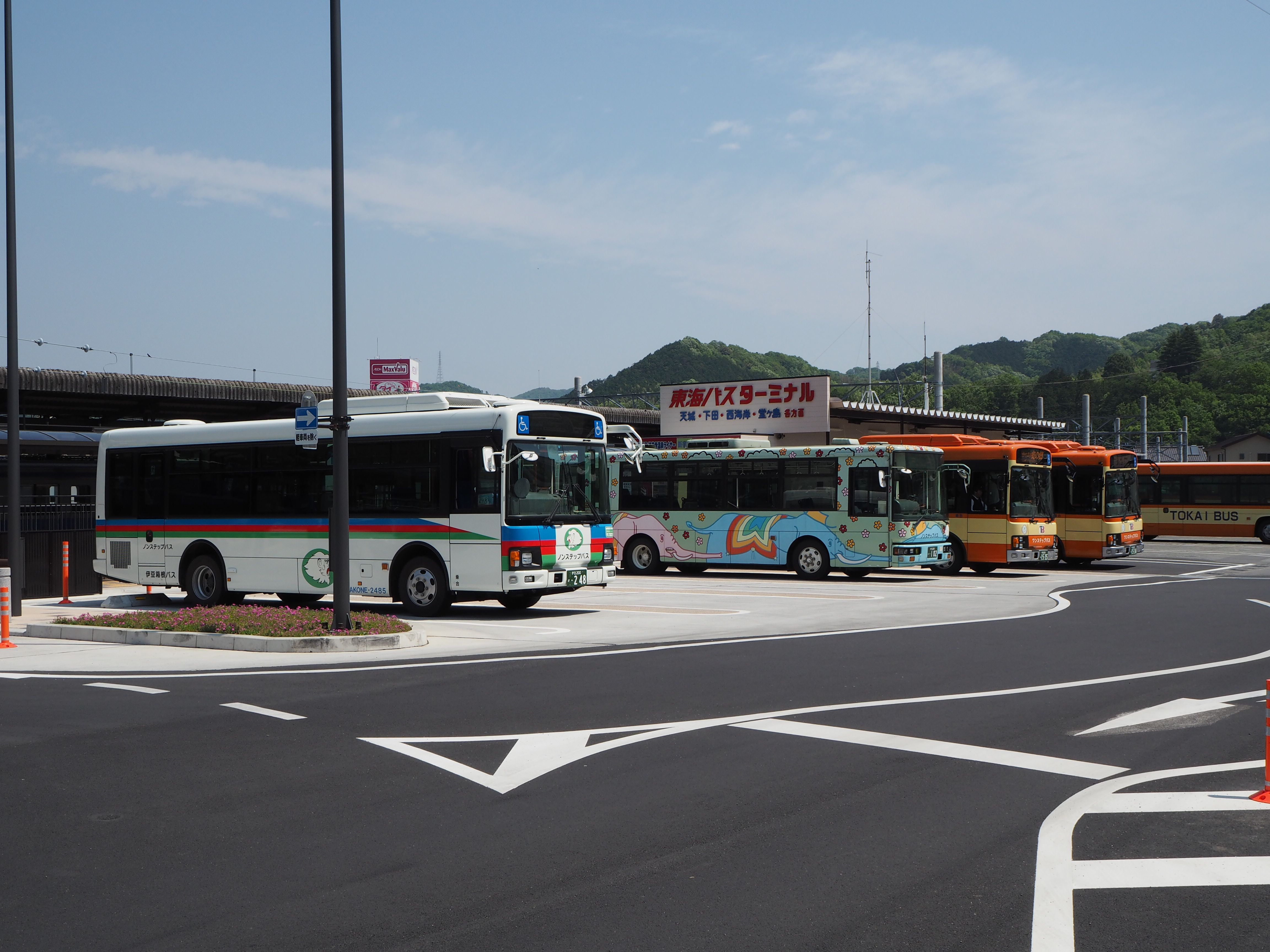
슈젠지 버스 터미널
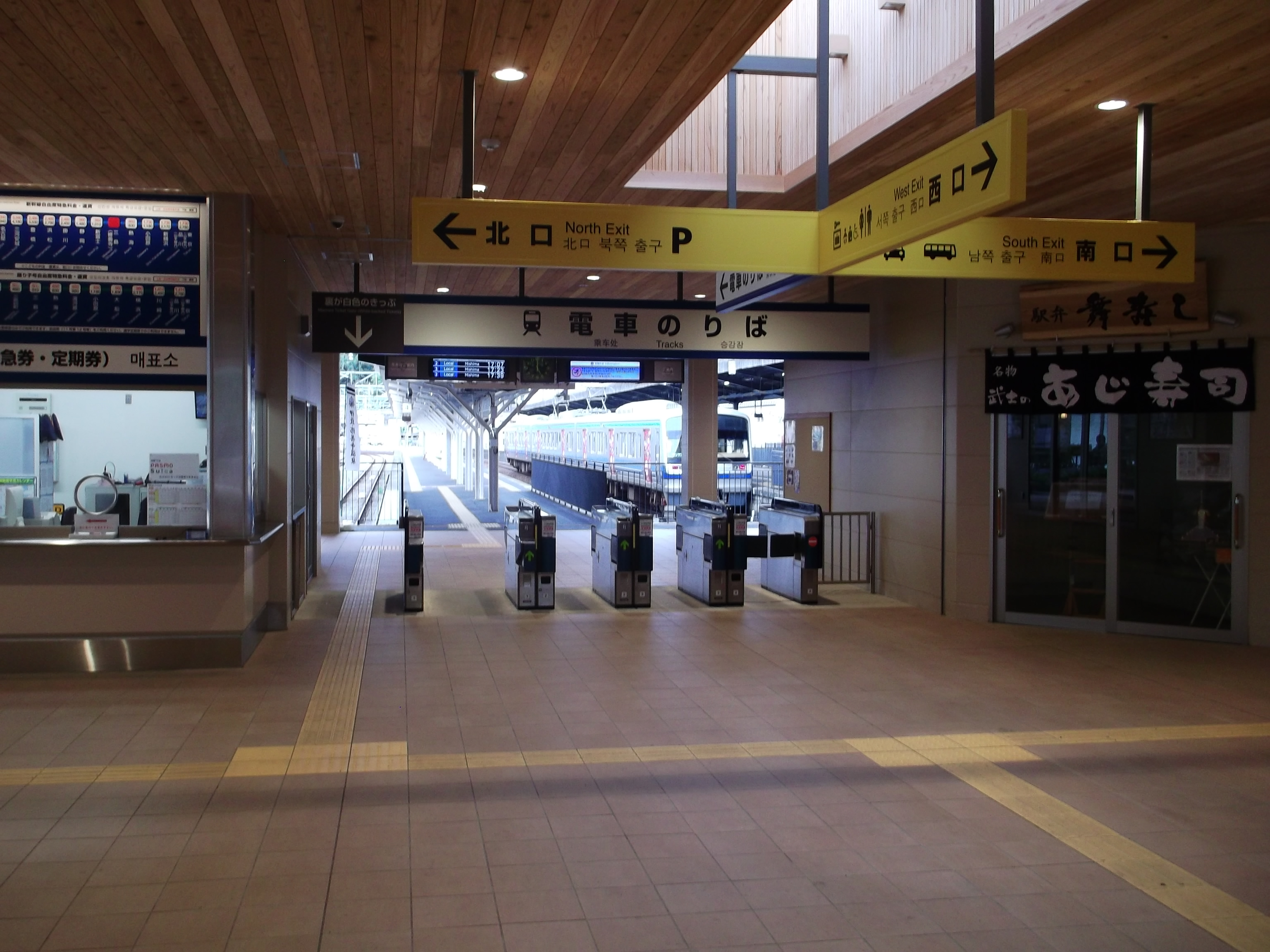
개찰구
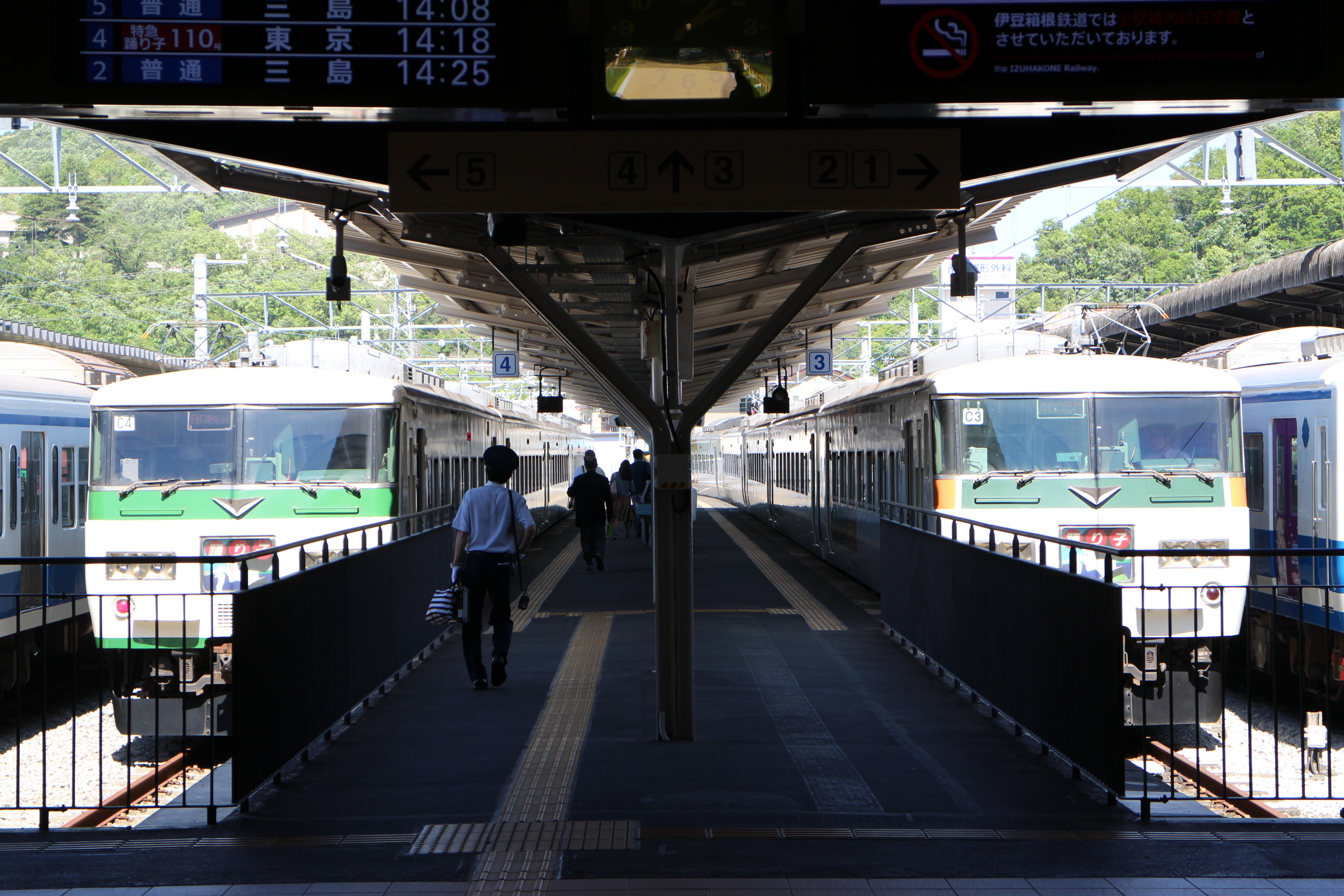
특급 "오도리코"호가 발차하는 3,4번 승강장

## 인접역
| 이즈하코네 철도 ■ 슨즈 선 | 이즈하코네 철도 ■ 슨즈 선 | 이즈하코네 철도 ■ 슨즈 선 |
| ------------------------- | ------------------------- | ------------------------- |
| IS12 마키노코 미시마 방면 | ■ 특급 "오도리코" ■ 보통  | 시·종착역                 |